# Parthenodes nigra
Parthenodes nigra là một loài bướm đêm trong họ Crambidae.